# Jean-Michel Hubert
Pour les articles homonymes, voir Hubert.
Jean-Michel Hubert (né en 1939) est un ingénieur et haut fonctionnaire français.

## Biographie

### Carrière
En 1976, il est conseiller technique au Ministère de l'Intérieur.
De 1986 à 1996, il est Directeur des finances puis Secrétaire général de la Ville de Paris.
Depuis 1992, il est secrétaire général de la Ville de Paris depuis 1992.
En 1997, il est nommé Président de l’Autorité de Régulation des Télécommunications,,.